# Campionat de Zúric 1982
L'edició del 1982 fou la 67a del Campionat de Zuric. La cursa es disputà el 2 de maig de 1982, pels voltants de Zúric i amb un recorregut de 272 quilòmetres. El vencedor final fou el neerlandès Adrie van der Poel, que s'imposà per davant de Hubert Seiz i Tommy Prim.

## Classificació final
|    | Ciclista           | Equip                   | Temps      |
| -- | ------------------ | ----------------------- | ---------- |
| 1  | Adrie van der Poel | DAF Trucks-TeVe Blad    | 6h 49' 39" |
| 2  | Hubert Seiz        | Cilo-Aufina             | m. t.      |
| 3  | Tommy Prim         | Bianchi-Piaggio         | m. t.      |
| 4  | Wladimiro Panizza  | Del Tongo-Colnago       | m. t.      |
| 5  | Daniel Gisiger     | Hoonved-Bottecchia      | m. t.      |
| 6  | Jostein Wilmann    | Capri Sonne-Eddy Merckx | m. t.      |
| 7  | Jacques Michaud    | Coop-Mercier-Mavic      | m. t.      |
| 8  | Willy Vigouroux    | DAF Trucks-TeVe Blad    | + 2'01"    |
| 9  | Claudio Corti      | Sammontana-Campagnolo   | m. t.      |
| 10 | Walter Delle Case  | Atala-Campagnolo        | + 2'12"    |